# Dialeurodes ficicola
Dialeurodes ficicola là một loài côn trùng cánh nửa trong họ Aleyrodidae, phân họ Aleyrodinae.
Dialeurodes ficicola được Takahashi miêu tả khoa học đầu tiên năm 1935.